# Pablo Bari
Pablo Alejandro Pons (Buenos Aires, Argentina; 10 de agosto de 1985), conocido simplemente como Pablo Pons (y ocasionalmente Pablo Bari), es un periodista deportivo, relator y conductor de televisión y radio argentino. Actualmente forma parte de ESPN, Fox Sports y Radio Continental. Es hijo del relator Juan Manuel Pons.

## Biografía
La historia de su apellido artístico está vinculada a él y a su padre Juan Manuel Pons. En 2004 entró en Fox Sports y le sugirieron que pensara en un apellido alternativo para no quedar pegado al padre, que ya trabajaba hacía 30 años en la profesión. 
Estaban Pablo, el padre y Carlos Salvador Bilardo mirando Roma vs Parma en lo de Bilardo y pensó en elegir su apellido sobre la base de ciudades de Italia. Surgió la idea de Bari, que estaba por descender y no molestaba a nadie, y así quedó (con la aprobación de Bilardo, el Bambino y las autoridades del canal).

## Televisión
Fue parte del elenco de Cebollitas, serie que se emitía por Telefe.
Fue relator de la Primera B Nacional, en el Fútbol para todos hasta el 2015.